# Éparchie de Niš
L'éparchie de Niš (en serbe cyrillique : Епархија нишка ; en serbe latin : Eparhija niška) est une éparchie, c'est-à-dire une circonscription de l'Église orthodoxe serbe. Située au sud-est de la Serbie, elle a son siège à Niš. Depuis 2017, elle est administrée par l'évêque Arsenije.

## Histoire

### Évêques
- Nikodim (1279), évêque de Niš

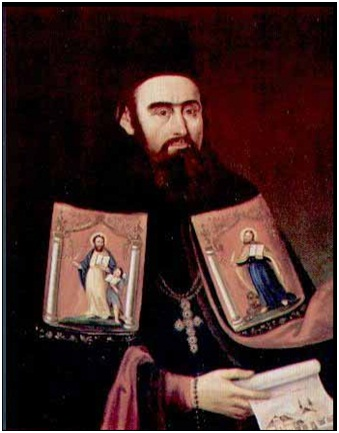
Georgije Popović

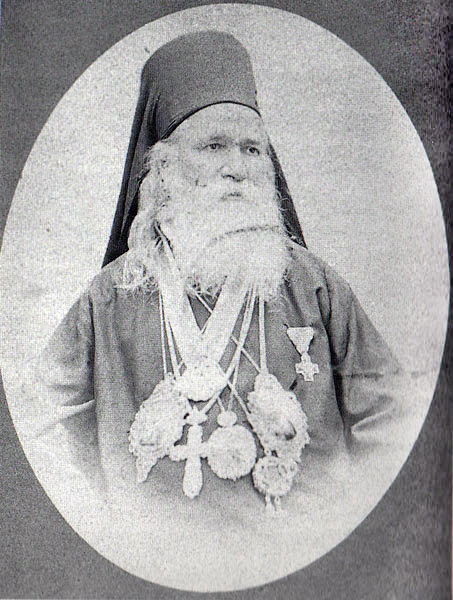
Viktor Čolaković

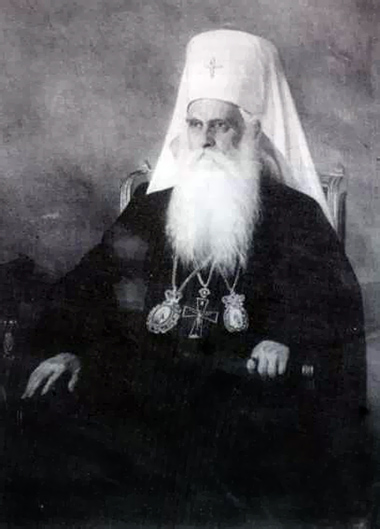
Dimitrije Pavlović

- Matej (1528-1532), métropolite de Niš et Leskovac
- Jeftimije, métropolite de Niš et Leskovac
- Georgije, métropolite de Niš
- Makarije (vers 1570-1587), métropolite de Niš
- Gerasim  (1645-1649), métropolite de Niš
- Ruvim (1680-1707)
- Jaonićije I (1722-1754), métropolite de Niš et de Bela Crkva
- Pangelos (1734-1750)
- Georgije Popović (1735-1754), métropolite de Niš et de Bela Crkva
- Gavrilo Nikolić (1752)
- Kalinik (vers 1753), métropolite de Bela Crkva et de Niš
- Nikodim (vers 1754)
- Atanas (vers 1755)
- Gavrilo II (1761-1777)
- Gerasim (vers 1778), métropolite
- Makarije (1802-1815),
- Melentije (1815-1821), métropolite de Niš, pendu en 1821 devant le pont de la forteresse de Niš
- Venedikt I (1821)
- Danilo (1821)
- Josif (1827-1832)
- Grigorije (1837—1842)
- Nikifor (1842)
- Venedikt II (1842-1845)
- Janićije II (1856—1858)
- Stevan Kovačević (1858—-862)
- Kalinik (1862-1869)
- Partenije (1869), archevêque de Niš
- Kalinik II (1869-1872), métropolite de Niš
- Viktor Čolaković (1871-1883)
- Nestor Popović (1883—1884)
- Dimitrije Pavlović (1884-1889)
- Jeronim Jovanović (1889-1894)
- Inokentije Pavlović (1894-1898)
- Nikanor Ružičić (1898-1911)
- Domentijan Popović (1911-1913)
- Dositej Vasić (1913-1933)
- Jovan Ilić (1933-1975)
- Irinej Gavrilović (1975-2010 ; administrateur 2010-2011)
- Jovan Purić (2011-2016)
- Teodosije Šibalić, évêque de l'éparchie de Ras-Prizren ; administrateur 2016-2017
- Arsenije Glavčić (depuis 2017)

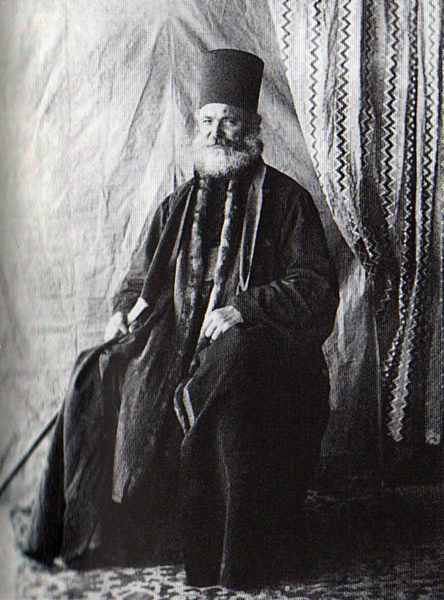
Jeronim Jovanović
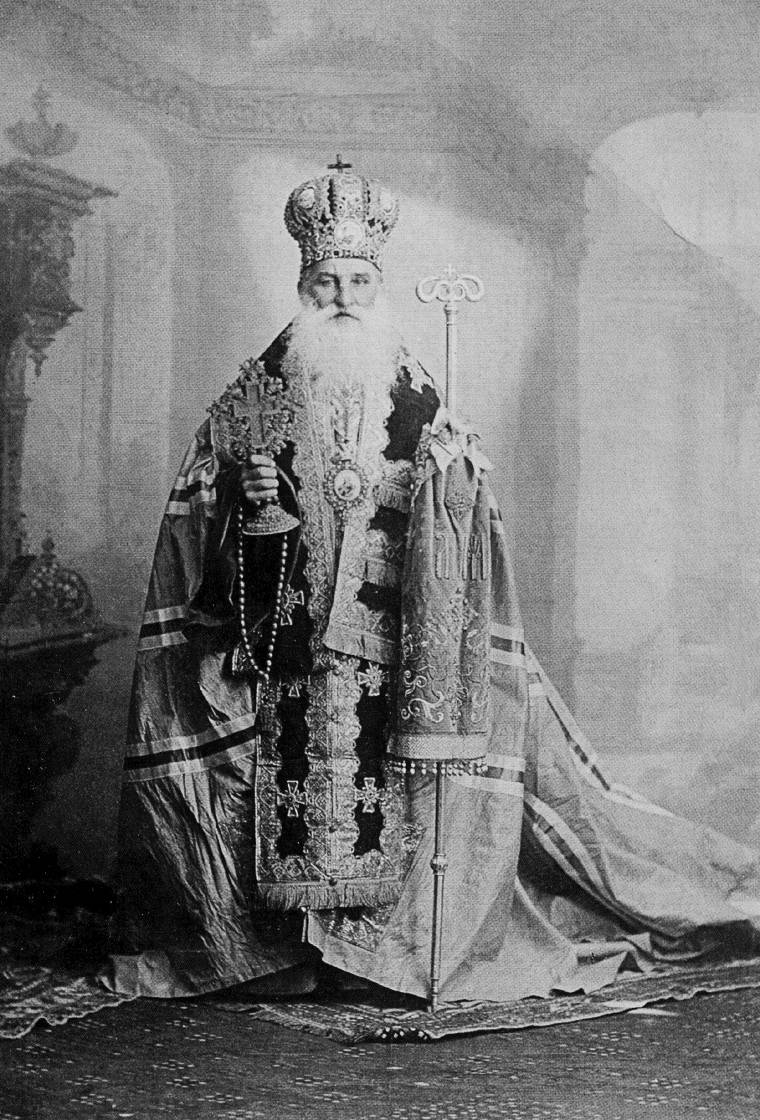
Inokentije Pavlović
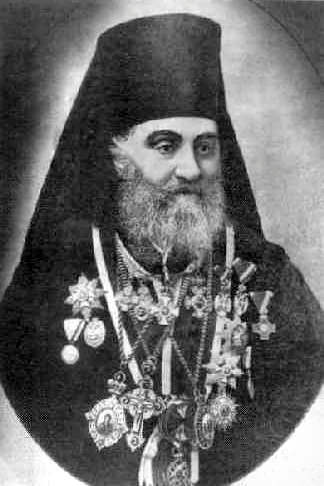
Nikanor Ružičić
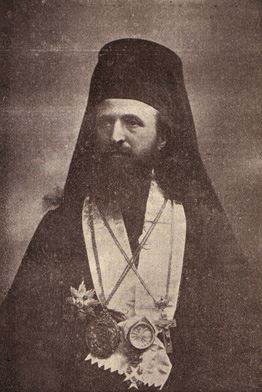
Domentijan Popović
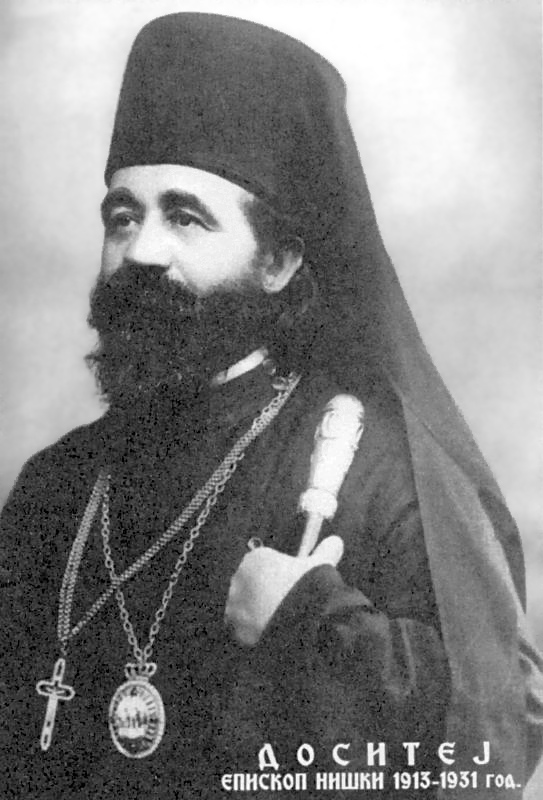
Dositej Vasić

## Subdivisions territoriales
L'éparchie de Niš compte 14 archidiaconés (arhijerejska namesništva), eux-mêmes subdivisés en municipalités ecclésiastiques (crkvene opštine) et en paroisses (parohije).

## Monastères
L'éparchie de Niš compte notamment les monastères suivants :